# 宮本茉由
宮本 茉由（みやもと まゆ、1995年5月9日 - ）は、日本のファッションモデル、女優。
秋田県生まれ、東京都育ち。オスカープロモーション所属。実践女子大学文学部国文学科卒業。

## 略歴
2014年「ミス実践女子コンテスト」グランプリを受賞。
2015年から芸能活動を開始。11月、ファッション雑誌『CanCam』1月号でモデルデビュー。12月、相鉄ジョイナスのイメージモデルに抜擢される。
2016年9月、第1回「ミス美しい20代コンテスト」にて審査員特別賞受賞。同年12月22日発売の『CanCam』2017年2月号より専属モデルとなった。
2018年10月期放送のテレビ朝日系連続ドラマ『リーガルV〜元弁護士・小鳥遊翔子〜』にて中沢淳美役で女優デビューを果たした。
2022年11月公開の『鳩のごとく 蛇のごとく 斜陽』で、映画初出演にして初主演。同年11月22日発売の『CanCam』1月号で同誌の専属モデルを卒業した。

## 出演

### テレビドラマ
- 松本清張特別企画 犯罪の回送（2018年7月2日、テレビ東京）- 川瀬さおり 役
- リーガルV〜元弁護士・小鳥遊翔子〜（2018年10月11日 - 12月13日、テレビ朝日） - 中沢淳美 役[12]
- 東京独身男子（2019年4月13日 - 6月8日、テレビ朝日） - 吉住レイカ 役[13]
- 監察医 朝顔（2019年7月8日 - 9月23日、フジテレビ） - 渡辺英子 役[14]
  - 監察医 朝顔 特別編 〜夏の終わり、そして〜（2019年9月30日）
  - 監察医 朝顔 第2シーズン（2020年11月2日 - 2021年3月22日）[15]
- トップナイフ-天才脳外科医の条件-（2020年1月11日 - 3月14日、日本テレビ） - 玉井静香 役[16]
- 竜の道 二つの顔の復讐者（2020年7月28日 - 9月15日、関西テレビ・フジテレビ系列） - 安奈 役[17]
- 妖怪シェアハウス（2020年8月1日 - 9月19日、テレビ朝日） - 柳沙羅 役[18]
- 純喫茶に恋をして 第3シーズン第2話（通算第16話）「八王子・パペルブルグ」（2021年5月29日、フジテレビTWO）- 築山ミリ 役
- ボイスII 110緊急指令室（2021年7月10日 - 9月25日、日本テレビ） - 山城早紀 役[19]
- ドクターX〜外科医・大門未知子〜 第7シリーズ（2021年10月14日 - 12月16日、テレビ朝日） - 虻川リサ 役[20]
- ザ・トラベルナース（2022年10月20日 - 12月8日、テレビ朝日） - 弘中スミレ 役[21][22]
- 大病院占拠（2023年1月14日 - 3月18日、日本テレビ） - 駿河紗季 役[23][24]
  - 新空港占拠（2024年1月13日 - 3月16日、日本テレビ） - 蛇 / 駿河紗季 役[25]
- ギフテッド Season2（2023年10月14日 - 12月2日、WOWOW） - 高牧絵梨佳 役[26]
- 6秒間の軌跡～花火師・望月星太郎の2番目の憂鬱（2024年4月13日 - 6月8日、テレビ朝日） - 野口ふみか 役[27]
- GO HOME〜警視庁身元不明人相談室〜 第7話（2024年9月7日、日本テレビ） - 浜野真由美 役[28]
- 失踪人捜索班 消えた真実 第2話（2025年4月18日、テレビ東京） - 宝崎真奈美 役[29]
- 魔物 (마물)（2025年4月18日 - 6月13日、テレビ朝日） - 渚来美 役[30]
- レプリカ 元妻の復讐（2025年7月7日 - 、テレビ東京） - 藤村花梨 役[31]

### 配信ドラマ
- ドクターエッグス〜研修医・蟻原涼平〜（2021年10月7日・14日、TELASA） - 虻川リサ 役[32][33][注 1]
- 夢で見たあの子のために（2023年8月29日 - 、Lemino） - 渡会里子 役[34]

### 映画
- 鳩のごとく 蛇のごとく 斜陽（2022年11月4日公開、彩プロ） - 主演・島崎かず子 役[9][10]

### ランウェイ
- KOBE COLLECTION 2017 S/S
- SAPPORO COLLECTION 2017
  - SAPPORO COLLECTION 2018
- KOBE COLLECTION 2018 SPRING/SUMMER
- 東京ガールズコレクション2018 S/S
  - 東京ガールズコレクション TOYAMA 2018
  - 東京ガールズコレクション 2018 A/W
  - 東京ガールズコレクション KITAKYUSYU 2018
  - 東京ガールズコレクション 2019S/S
- GirlsAward
  - Girls Award 2018 S/S
  - Rakuten GirlsAward 2023 AUTUMN/WINTER（2023年9月30日、幕張メッセ）[35]

### 広告
- 相鉄ジョイナス（2015年12月 - ）
- イーデザイン損害保険（2019年6月 - ）[36]
- Swingle（2020年8月 - ）
- チョーヤ梅酒「The CHOYA」（2020年8月21日 - ）[3][37][38]

## 書籍

### 雑誌
- CanCam（2015年、小学館） - 専属モデル。